# HBO 3
Az HBO 3 (korábban HBO Comedy)  az HBO Europe prémium műsorszolgáltató harmadik televíziós csatornája. 2007. szeptember 1-én HBO Comedy-ként indult. 2016. március 21-én a csatornát jelenlegi nevén indították újra. A cseh médiahatóság alá tartozik, műsorát Budapestről sugározza Magyarország, Románia, Csehország, Bulgária, Szerbia, Montenegró, Bosznia-Hercegovina, Szlovénia, Észak-Macedónia, Horvátország és Szlovákia területén.
A magyar nyelvű adásváltozat egy képsávon fut a cseh nyelvű változatban, műsorait cseh és magyar szinkronnal, illetve felirattal sugározza.

## Története
A csatorna magyar adásváltozata indulását 2007. április 29-én jelentette be az HBO. A magyar adásváltozat indulási időpontját 2007. július 25-én jelentették be.
Az HBO Comedy Romániában 2007. április 1-jén kezdte meg adását, majd Magyarországon 2007. szeptember 1-jén kezdte meg működését. Az HBO többi csatornájával ellentétben az HBO Comedy csak 20 órás műsoridővel rendelkezett, a fennmaradó időben ajánlók valamint rövidebb animációs sorozatok futottak (pl. Bernard, Wallace és Gromit Szuperszerkentyűi). 
Kínálatába alapvetően a vígjátéksorozatok és -filmek tartoztak, a csatorna ekkor még csak Csehország, Szlovákia, Magyarország és Lengyelország területén sugárzott, három nyelven volt elérhető, alapvetően két csatornán - egy magyar/cseh változaton, illetve egy lengyelen.
2016. március 21-én az HBO Comedy-t újrapozicionálták a holland nyelvű HBO és HBO 2 csatornák megszűnése után. A meglévő csatornák HBO 3-ként folytatták az adást, a két holland korábbi csatorna helyén pedig egy román és egy "adriai" csatornát indított el az HBO Europe, ugyanezzel a névvel. 
Az új brand alatt a csatorna fő profiljává a különböző televíziós sorozatok vetítése vált. Az adriai változat több délszláv országban, Szlovénia, Szerbia, Montenegró, Horvátország, Bosznia-Hercegovina, Észak-Macedónia és Bulgária területén is elérhetővé vált, feliratos tartalmakat sugározva.
A csatorna fő hangjai Dányi Krisztián és Dolmány Attila voltak. Ezen kívül néhány műsorajánlót Galambos Péter, Kautzky Armand, Vass Gábor,  Németh Borbála  és Maday Gábor hangján hallhattunk.

## Műsorok
Az HBO Comedy főként saját gyártású és vásárolt vígjátéksorozatokat, szitkomokat és vígjátékfilmeket sugárzott. Néha műsorra tűzött néhány egykor az HBO-n látható 20th Century Fox, Columbia Pictures és Walt Disney Pictures produkciót is, mint például Stuart Little Kisegér 3, Volt, Kőkemény család stb.
2016. március 21-től jelentős szerepet kaptak a nemzetközi díjnyertes sorozatok korábbi évadai és a régi nagy klasszikus sorozatok évadai is.

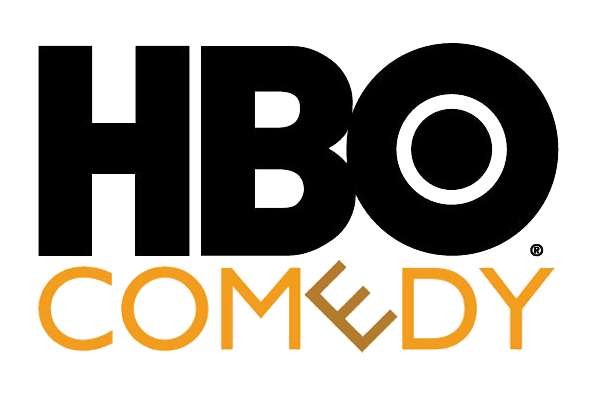
A csatorna logója HBO Comedy-ként. (2007-2016)